# Czapajewka (rejon nowoorski)
Czapajewka (ros. Чапаевка) – wieś (sieło) w Rosji, w obwodzie orenburskim, w rejonie nowoorskim. W 2010 liczyła 884 mieszkańców.